# Irreler Wasserfälle

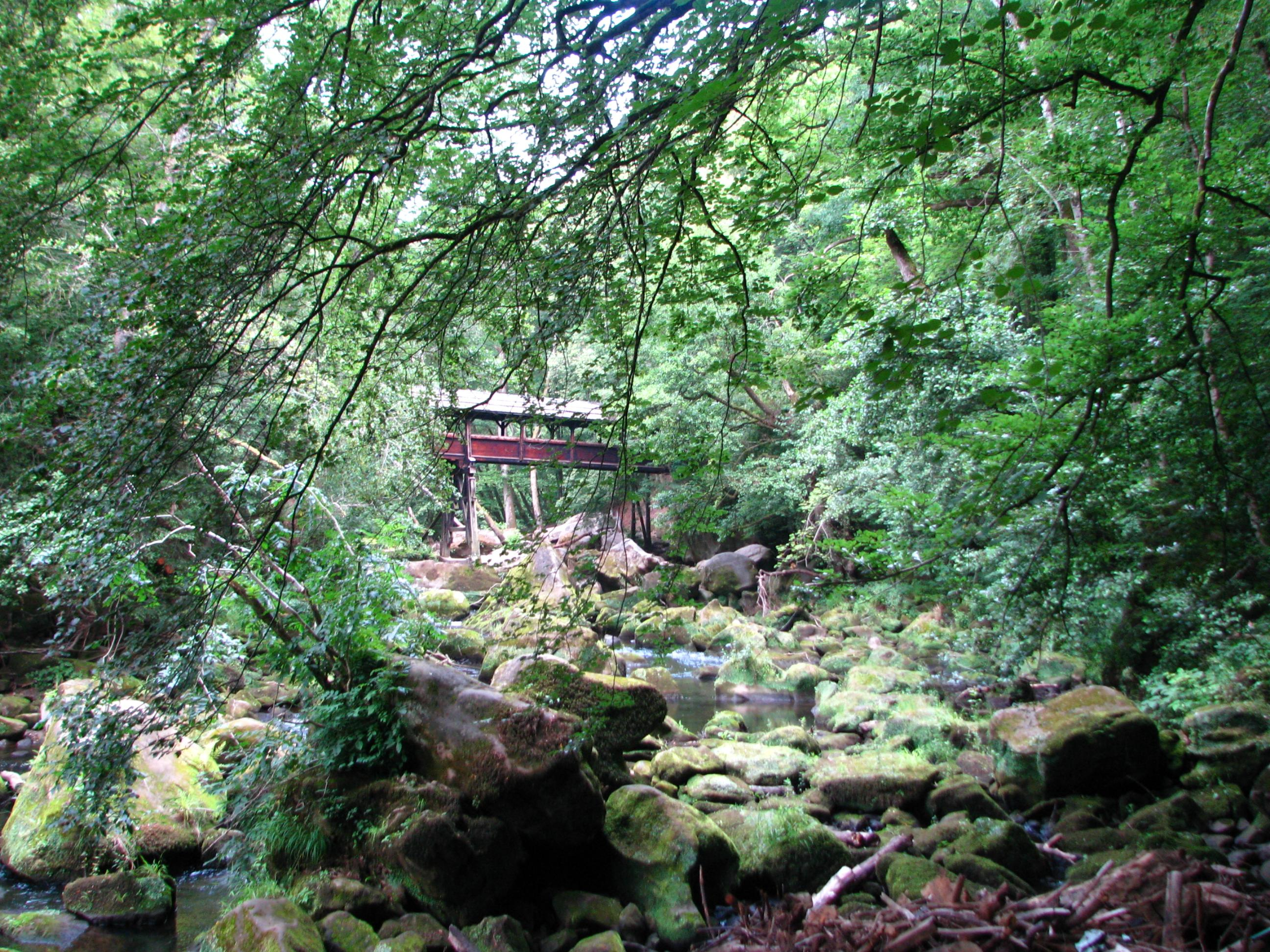
Die Irreler Wasserfälle im Unterlauf der Prüm (2011)

Bei den Irreler Wasserfällen handelt es sich um die Stromschnellen im Unterlauf der Prüm zwischen Prümzurlay und Irrel im Eifelkreis Bitburg-Prüm in Rheinland-Pfalz.

## Entstehung
Zwischen Prümzurlay und Irrel hat sich die Prüm in das von morphologisch hartem Luxemburger Sandstein gebildete Ferschweiler-Plateau tief eingegraben. Die Oberhänge des dadurch entstandenen schluchtartigen Kerbtals werden von diesem stark zerklüfteten Sandstein gebildet. Die Unterhänge werden von den Tonen, Mergeln und Gipsen des Keupers gebildet. Während der letzten Kaltzeit wurde der Hang instabil, und es kam zu einem Felssturz. Die Rutsch- und Sturzmassen aus großen Brocken des Luxemburger Sandsteins und leicht verformbaren Keuper-Mergeln und -Tonen stauten die Prüm zunächst auf. Seit dem Überlaufen des Stausees sind die leichter ausräumbaren Tone weitgehend abtransportiert worden, und die harten Felsbrocken sind übrig geblieben. Sie verstellen der Prüm zwar auch heute noch den Weg, verursachen jedoch nur noch niedrige Gefällstufen, die kaum als Wasserfall anzusprechen sind.

## Hochwasser Juli 2021
Durch die Hochwasser-Katastrophe Mitte Juli 2021 wurden die Irreler Wasserfälle stark verändert. Viele der zuvor einengenden Felsbrocken befinden sich nicht mehr an ihren alten Plätzen, sodass die vormaligen Stromschnellen zum Großteil nicht mehr existieren. Von den Wassermassen wurde auch die für den Tourismus genutzte Holzbrücke zerstört. Eine neue Brücke hundert Meter flussabwärts wurde im September 2023 freigegeben.

## Tourismus
Die Irreler Wasserfälle gehören zu den touristischen Anziehungspunkten des Naturparks Südeifel und der Region Trier. Sie sind durch Wanderwege gut erschlossen. Eine Stahl-Hängebrücke überquert die Stromschnellen und macht die Schlucht erlebbar. Die Irreler Wasserfälle stehen in genetischem Zusammenhang mit der Teufelsschlucht, einer begehbaren Felsspalte nur zwei Kilometer südwestlich davon. Erklärt werden beide Naturerscheinungen in einem Besucherzentrum des Naturparks oberhalb der Teufelsschlucht.

## Galerie

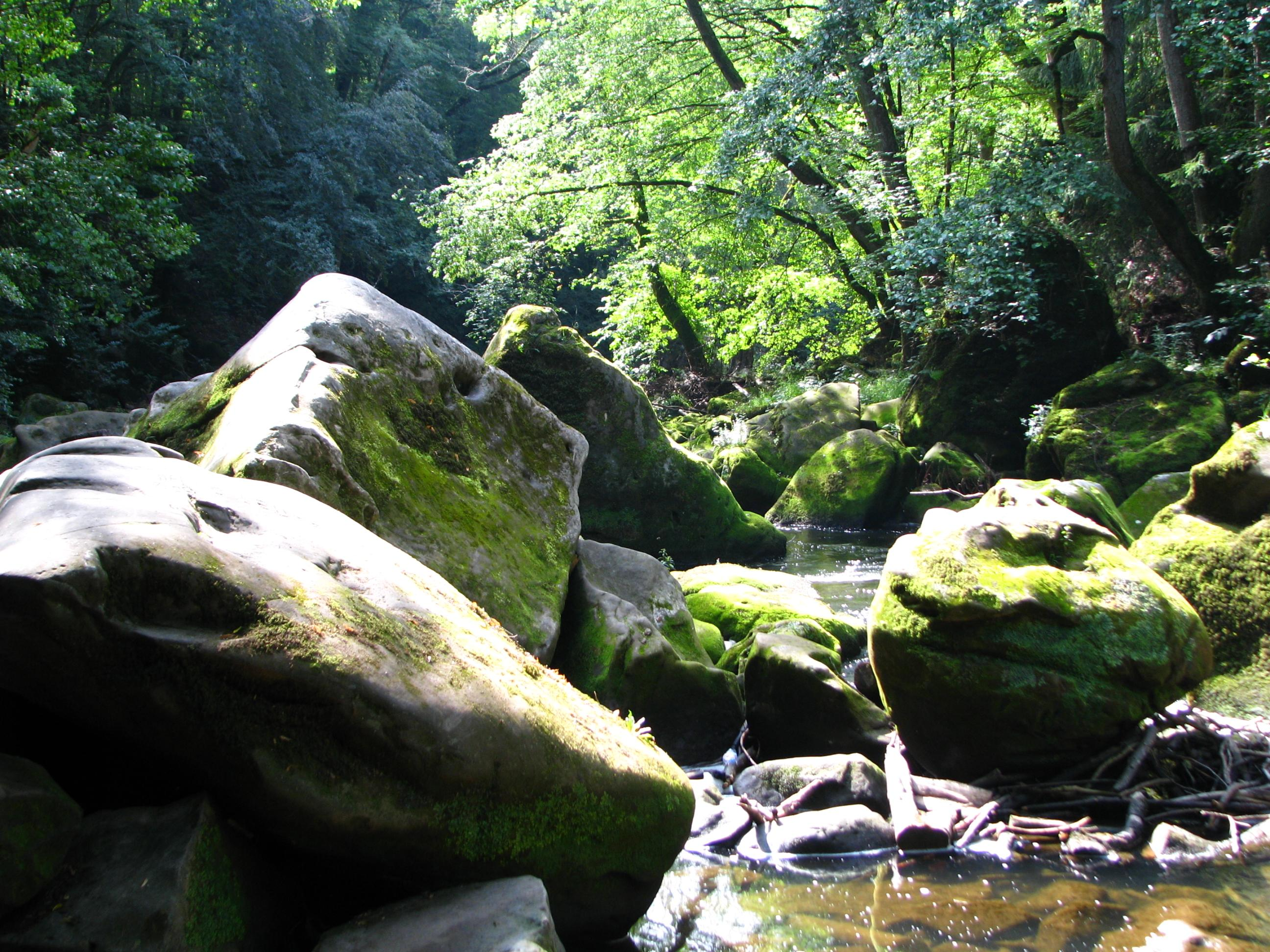
Übermannshohe Blöcke verstellen der Prüm den Weg (2011)
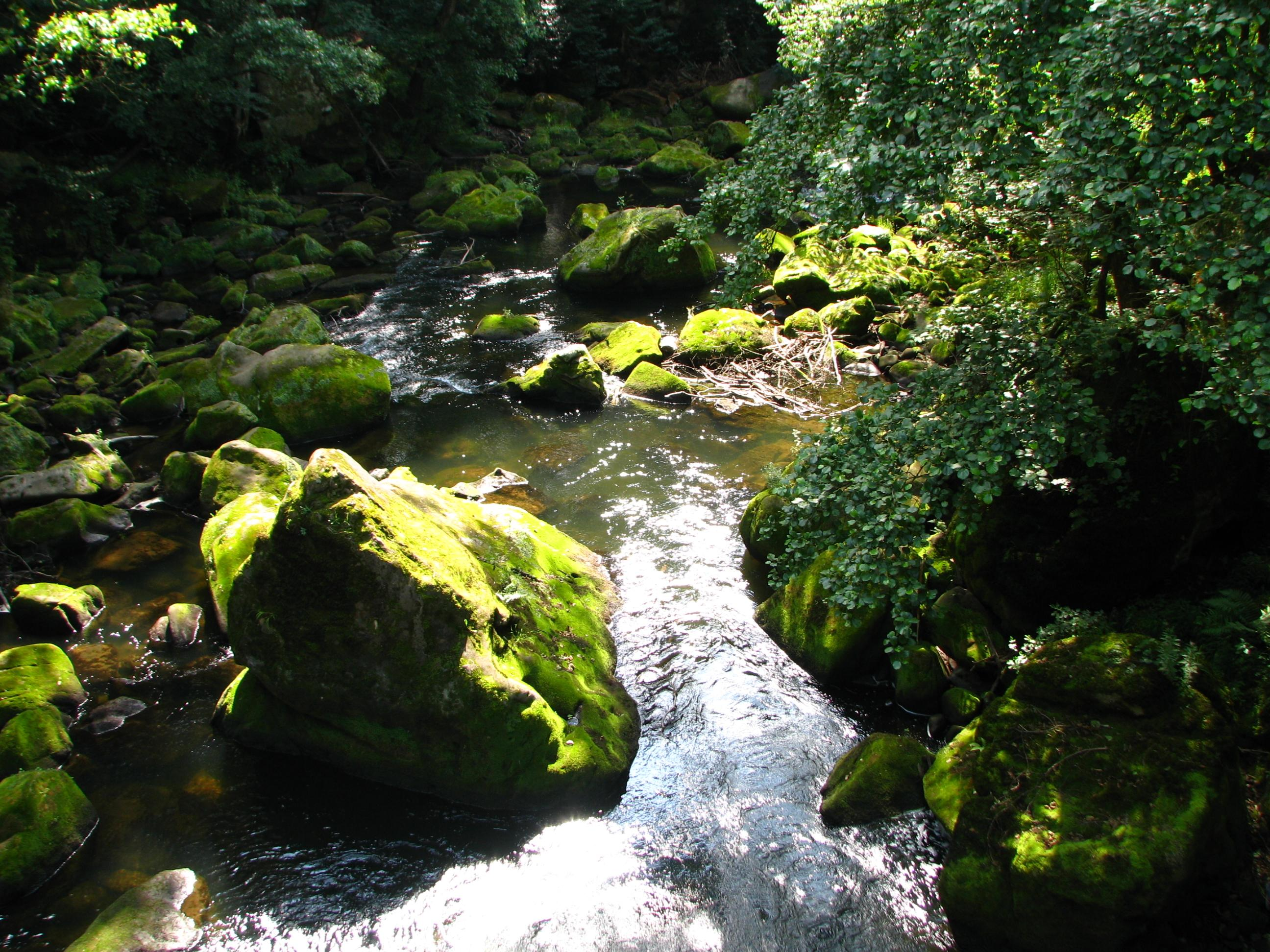
Die Irreler Wasserfälle der Prüm von der Brücke aus (2011)
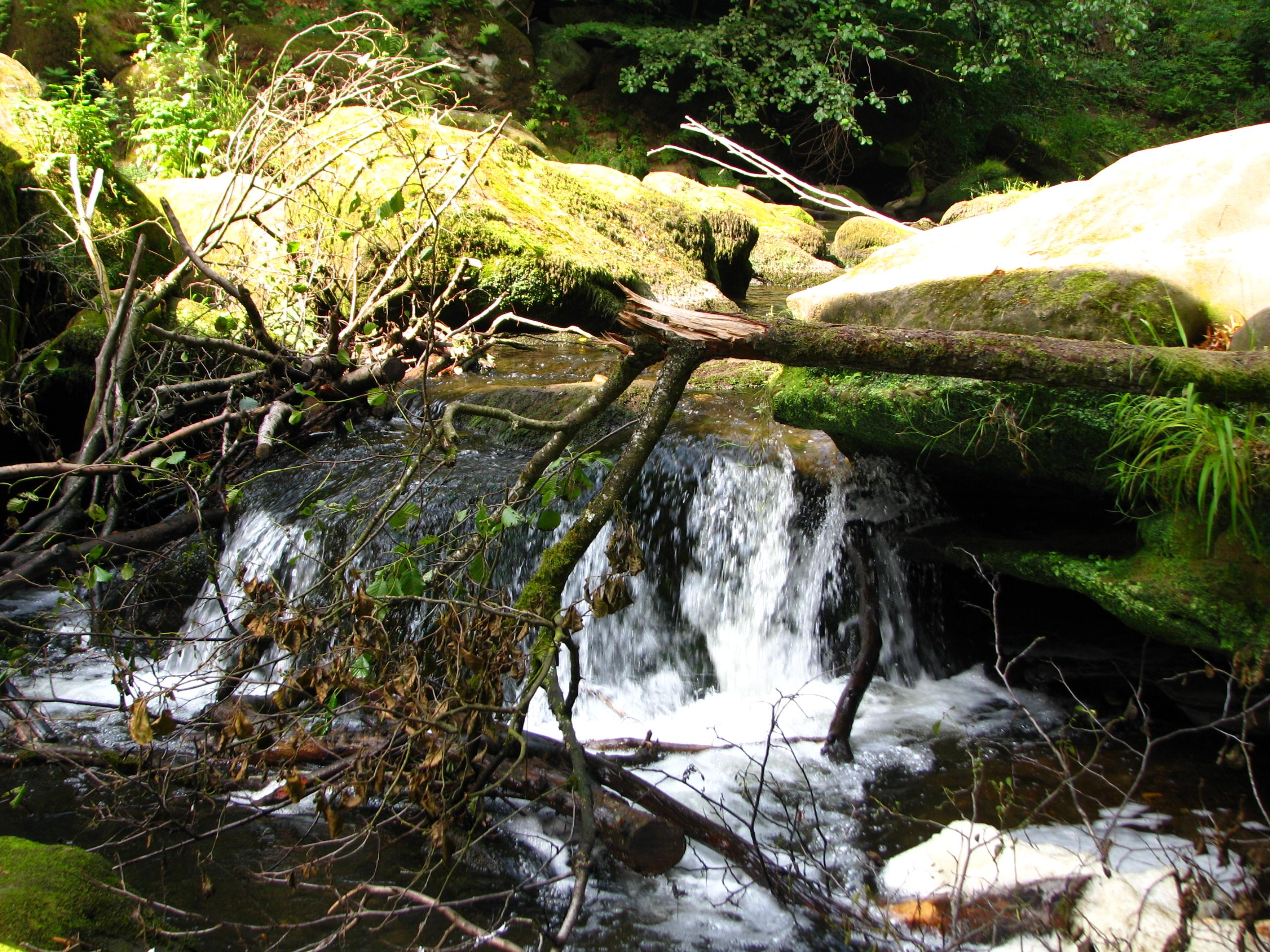
Die Irreler Wasserfälle bei Niedrigwasser (2011)